# سیارک ۲۱۵۴
سیارک ۲۱۵۴ (به انگلیسی: 2154 Underhill، نامگذاری:2015P-L) دو هزار و صد و پنجاه و چهارمین سیارک کشف شده‌است که در ۲۴ سپتامبر ۱۹۶۰ کشف شد.
قدر مطلق سیارک برابر ۱۲٫۷۰ است.